# The Miracle Woman
The Miracle Woman (1931) és una pel·lícula de Columbia Pictures sobre una predicadora (Barbara Stanwyck) –en un paper inspirat en Aimee Semple McPherson–, i un cec enamorat d'ella (David Manners). Dirigida per Frank Capra, és la segona de les seves cinc col·laboracions amb Barbara Stanwyck. Està basada en l'obra de John Meehan i Robert Riskin Bless You, Sister.

## Argument
Florence Fallon (Barbara Stanwyck) està furiosa quan al seu pare, pastor de l'església durant molts anys, l'acomiaden per fer lloc a un home més jove. Li diu a la congregació el que ella pensa de la seva ingratitud. El seu discurs, amarg i apassionat, impressiona a Bob Hornsby (Sam Hardy), i aquest la convenç perquè sigui una falsa predicadora, demanant donacions i estafant a crèduls. Acaba tenint seguidors per tot el país. Llavors coneix al cec John Carson (David Manners), s'enamora i tota la farsa s'enfonsa.

## Repartiment
- Barbara Stanwyck - Florence Fallon
- David Manners - John Carson
- Sam Hardy - Bob Hornsby
- Beryl Mercer - Mrs. Higgins
- Russell Hopton - Bill Welford
- Charles Middleton - Simpson
- Eddie Boland - Collins
- Thelma Hill - Gussie